# Ермаково (Никольский район)
Ермаково — деревня в Никольском районе Вологодской области.
Входит в состав Завражского сельского поселения, с точки зрения административно-территориального деления — в Завражский сельсовет.
Расстояние по автодороге до районного центра Никольска — 33 км, до центра муниципального образования Завражья — 3 км. Ближайшие населённые пункты — Токовица, Завражье, Сорокино.
По переписи 2002 года население — 128 человек (62 мужчины, 66 женщин). Преобладающая национальность — русские (99 %).